# Steve Rankin
Steve Rankin (Eureka (Illinois)) is een Amerikaans acteur, filmregisseur en stuntman.

## Biografie
Rankin begon in 1980 met acteren in de televisieserie All My Children. Hierna heeft hij nog meerdere rollen gespeeld in televisieseries en films zoals Star Trek: Deep Space Nine (1993), Apollo 13 (1995), L.A. Confidential (1997), Men in Black (1997), Mercury Rising (1998), The X-Files (1998), Blue Streak (1999), The Practice (2000), Malcolm in the Middle (2004), Veronica Mars (2005-2006) en The Event (2011).

## Filmografie

### Films
Uitgezonderd korte films.
- 2020 Unbelievable!!!!! - als dr. Lenny McCoyy
- 2020 The Nowhere Inn - als Ray
- 2017 Listen - als Perry Verloren
- 2014 Jersey Boys - als rechercheur
- 2010 Sweet Ninja Brown - als The Hammer
- 2004 Empire of Danger – als technicus
- 2003 Written in Blood – als Luke Williams
- 2002 Trapped – als Hank Ferris
- 2001 The One – als toezichthouder bij MVA
- 2001 Pearl Harbor – als vader van Rafe
- 2000 The Adventures of Rocky & Bullwinkle – als agent van arrestatieteam
- 1999 Blue Streak – als FBI agent Gray
- 1998 The X-Files – als agent
- 1998 Tempting Fate – als regeringsbeambte
- 1998 Mercury Rising – als helikopter piloot
- 1997 House of Frankenstein – als ??
- 1997 Men in Black – als INS agent
- 1997 L.A. Confidential – als arrestatieagent Mickey Cohen
- 1996 For My Daughter's Honor – als Trenton
- 1995 Apollo 13 – als Pad Rat
- 1991 Fever – als Clyde
- 1990 By Dawn's Early Light – als piloot
- 1989 No Place Like Home – als Frank de beveiliger

### Televisieseries
Uitgezonderd eenmalige gastrollen.
- 2012 True Blood - als Gordon Pelt - 2 afl.
- 2011 The Event – als luitenant Grier – 2 afl.
- 2007 Saving Grace – als Alvin Green – 2 afl.
- 2005 – 2006 Veronica Mars – als Lloyd Blankenship – 3 afl.
- 2005 Star Trek: Enterprise – als kolonel Green – 2 afl.
- 2004 Malcolm in the Middle – als sergeant Hendrix – 3 afl.
- 2000 The Practice - als mr. Jamison – 3 afl.
- 1998 – 1999 NYPD Blue – als Luitenant Steve Graham – 2 afl.
- 1999 Storm of the Century – als Jack Carver – miniserie
- 1997 Moloney – als rechercheur Jimmy Wick – 2 afl.
- 1980 – 1981 All My Children – als Jerry Benson – 2 afl.

### Computerspellen
- 2011 L.A. Noire - als Archibald Colmyer

### Filmregisseur
- 2003 Mark Thomas: Weapons Inspector - documentaire

### Stuntman
- 2013 Water & Power - film
- 2010 - 2011 Metropolitan Opera: Live in HD – televisieserie – 4 afl.
- 1999 Tumbleweeds – film